# 阔叶丰花草
阔叶丰花草（学名：Borreria latifolia）为茜草科丰花草属下的一个种。

## 扩展阅读
- 維基物種上的相關：阔叶丰花草